# Beatriz Monteiro
Beatriz Dias Monteiro (Lisboa, 23 de dezembro de 2005) é uma jogadora de para-badminton portuguesa. Ela competiu no evento SU5 de simples feminino nas Jogos Paralímpicos de Verão de 2020 e foi apurada para os Jogos Paralímpicos de Verão de 2024.

## Biografia
Beatriz Monteiro começou a praticar badminton aos 9 anos. Estreou-se em competições com 13 anos, no torneio internacional de Dublin, onde obteve uma medalha de bronze. No internacional de São Paulo em 2020 obteve a medalha de bronze, e em Lima a medalha de prata.
Nas Paralimpíadas de Tóquio foi a atleta mais jovem da Missão Portuguesa nos Jogos, com 15 anos, e uma das mais jovens de sempre em participações portuguesas em Paralimpíadas, foi porta-estandarte na cerimónia de abertura, e obteve o 5.º lugar na competição.

## Palmarés

### Campeonatos Europeus de Para-Badminton
Individuais Femininos
- 2018 Rodez - Bronze
- 2023 Roterdão - Bronze

### Torneios Internacionais
Individuais femininos
- 2018 Spanish Para Badminton International II - Vice campeã

- 2020 Peru Para-Badminton International, Lima - Prata
- 2021 Dubai Para-Badminton International - Prata
- 2020 Brazil Para-Badminton International, São Paulo - Bronze
- 2023 Spanish Para-Badminton International, Toledo - Bronze

Pares femininos
- 2023 Spanish Para-Badminton International, Toledo - Prata (com Catherine Naudin  França)

- 2024 Spanish Para Badminton International, Vitória - Prata (com Catherine Naudin  França)
- 2022 Torneio Internacional de Badminton Fazza Dubai - Bronze (com Catherine Naudin  França)